# Магда Гусман
Магда Гусман (ісп. Magda Guzmán, при народженні Марія Магдалена Гусман Гарса, ісп. María Magdalena Guzmán Garza; 16 травня 1931, Сальтільйо, Коауїла — 12 березня 2015, Мехіко) — мексиканська акторка театру, кіно та телебачення.

## Життєпис
Народилася 16 травня 1931 року в місті Сальтільйо, штат Коауїла, в родині журналіста Хесуса Гусмана та Петí Гарса, де окрім неї було ще п'ятеро дітей — брати Роберто (1936—2002, актор), Хесус і Сесар, сестри Ана Марія і Бланка. Спочатку навчалася в Colegio Miguel Lópes у своєму рідному місті. З дитинства захоплювалася театром. В 10-річному віці вперше знялася в кіно. Незадовго до того дебютувала в театрі у постановці «Жанна д'Арк на вогнищі» (за П. Клоделем). В підлітковому віці разом з родиною переїхала до Мехіко, де вивчала акторську майстерність в Національному інституті витончених мистецтв і літератури та в Академії кінематографічного мисцетва.
1947 року з'явилася в епізодичній ролі русалки в фільмі «Тарзан і серени» з Джонні Вайссмюллером у головній ролі. 1955 року за роль Марти у фільмі «Сумнів» була номінована на кінопремію Арієль у категорії найкраща акторка. Наступного року знову отримала номінацію на Арієль як найкраща акторка в епізоді за роль Сільвії у фільмі «Життя нічого не варте».
1959 року почала зніматися на телебаченні. Зіграла головні і другорядні ролі у 59 теленовелах і серіалах. Двічі нагороджена премією TVyNovelas у категорії найкраща роль у виконанні заслуженої акторки — 1986 року за роль Вікторії Ломбардо у теленовелі «Ніхто, крім тебе», та 2011 року за роль Кончіти Кабрера де Еспіноса у серіалі «Знову кохати».
Магда Гусман померла 12 березня 2015 року в Мехіко від інфаркту в 83-річному віці.

## Особисте життя
Першим чоловіком Гусман був театральний режисер Хуліан Дюпре (справжнє ім'я Емануель Дескальсо). У шлюбі народила трьох дітей — дочка Каріна (1946, акторка і режисерка), син Херардо та дочка Мірта. Після розлучення її другим чоловіком став актор Федеріко Фалькон. У пари народився син Карлос. Шлюб тривав до смерті чоловіка 1981 року через нещасний випадок. У акторки три онуки (в тому числі Магда Каріна, дочка Каріни, також акторка) та 8 правнуків.

## Вибрана фільмографія
| Рік       |   | Українська назва                 | Оригінальна назва                 | Роль                        |
| --------- | - | -------------------------------- | --------------------------------- | --------------------------- |
| 1948      | ф | Тарзан і серени                  | Tarzány las serenas               | русалка (епізод)            |
| 1950      | ф | Дівчата в уніформі               | Muchachas de unifore              | мати Інес                   |
| 1953      | ф | Сумнів                           | La duda                           | Марта                       |
| 1955      | ф | Життя нічого не варте            | La vida no vale nada              | Сільвія                     |
| 1961      | с | Маріанела                        | Marianela                         | Маріанела                   |
| 1962      | с | Акторка                          | La actriz                         | Ампаро                      |
| 1965      | с | Марина Лаваль                    | Marina Lavalle                    | Ана Бетанкур                |
| 1967      | с | Адріана                          | Adriana                           | Адела                       |
| 1967      | с | Аніта де Монтемар                | Anita de Montemar                 | Карлотта                    |
| 1969      | с | Каудильйо                        | Los Caudillos                     | Хосефа Ортіс де Домінгес    |
| 1969      | ф | Чому я жінка?                    | Por qué nací mujer?               | тітка Ернестіна             |
| 1970      | с | Магдалена                        | Magdalena                         | Магдалена                   |
| 1970—1971 | с | Єсенія                           | Yesenia                           | Тріфенія                    |
| 1970—1971 | с | Кішка                            | La gata                           | Летисія                     |
| 1971—1973 | с | Італійка збирається заміж        | Muchacha italiana viene a casarse | Аналíя                      |
| 1973—1974 | с | Знедолені                        | Los miserables                    | сеньйора Тенардьє           |
| 1977      | с | Ріна                             | Rina                              | донья Чана                  |
| 1979—1980 | с | Дівчина з кварталу               | Muchacha de barrio                | Роса                        |
| 1980      | ф | Династія Дракули                 | La dinastía de Drácula            | донья Ремедіос де Солорсано |
| 1981—1982 | с | Дивні шляхи кохання              | Extraños caminos del amor         | Антонія Герра               |
| 1982      | с | В кінці веселки                  | Al final del arco iris            | Ельвіра Бальморі            |
| 1982      | ф | Дім Бернарди Альби               | La casa de Bernarda Alba          | Понсія                      |
| 1983—1984 | с | Весілля ненависті                | Bodas de odio                     | Кармен Мендоса де Муньйос   |
| 1985      | с | Ніхто, крім тебе                 | Tú o nadie                        | Вікторія Ломбардо           |
| 1987—1988 | с | Дика роза                        | Rosa salvaje                      | Томаса Гонсалес             |
| 1989—1990 | с | Балада про кохання               | Balada por un amor                | Беатріс                     |
| 1991—1992 | с | Валерія і Максиміліано           | Valeria y Maximiliano             | Еухенія Ландеро             |
| 1998      | с | Узурпаторка                      | La usurpadora                     | Фіделіна                    |
| 1999      | с | Пекло в раю                      | Infierno en el paraíso            | Фернанда де Прего           |
| 2000—2005 | с | Жінка, випадки з реального життя | Mujer, casos de la vida real      | різні персонажі             |
| 2004—2005 | с | Місія порятунку                  | Misión S.O.S.                     | Хустіна Аранда              |
| 2005      | ф | Клуб евтаназії                   | Club eutanasia                    | донья Есперанса             |
| 2005—2006 | с | Світанок                         | Alborada                          | Сара де Ов'єдо              |
| 2007—2008 | с | Буря в раю                       | Tormenta en el paraíso            | Іоланда                     |
| 2008      | с | В ім'я кохання                   | El nombre del amor                | Руфіна Мартінес             |
| 2010—2011 | с | Знову кохати                     | Para volver a amar                | Кончіта Кабрера де Еспіноса |
| 2011      | ф | П'ятниця душ                     | Viernes de ánimas                 | донья Чело                  |
| 2012      | с | Сміливе кохання                  | Amor bravío                       | Рефухіо Чавес               |

## Нагороди та номінації
Арієль
- 1955 — Номінація на найкращу акторку (Сумнів).
- 1956 — Номінація на найкращу акторку в епізоді (Життя нічого не варте).

TVyNovelas Awards
- 1983 — Номінація на найкращу лиходійку (В кінці веселки).
- 1986 — Найкраща роль у виконанні заслуженої акторки (Ніхто, крім тебе).
- 2011 — Найкраща роль у виконанні заслуженої акторки (Знову кохати).

ACE Awards
- 1982 — Найкраща акторка другого плану (Дівчина з кварталу).
- 2013 — Найкраща характерна акторка (Сміливе кохання).